# Oblati dei Santi Ambrogio e Carlo
Gli oblati dei Santi Ambrogio e Carlo (in latino Congregatio Oblatorum Sanctorum Ambrosii et Caroli; sigla O.SS.C.A.) sono un'associazione di sacerdoti secolari e laici dell'arcidiocesi di Milano.

## Storia
La congregazione fu fondata a Milano dall'arcivescovo Carlo Borromeo nel 1578, anche se aveva iniziato a progettarne l'istituzione già nel 1570. Era formata da sacerdoti diocesani legati da due voti di particolare obbedienza al vescovo e di permanenza nell'istituto: costituiva un corpo di volontari a disposizione del vescovo, ben addestrati e formati disposti ad assumere incarichi difficili, anche in caso di emergenza. Vennero impiegati per la direzione dei seminari e, soprattutto, per la predicazione delle missioni al popolo.
Il loro nome deriva dall'oblazione, cioè dalla speciale offerta che i sacerdoti facevano di loro stessi al loro vescovo: in origine erano detti semplicemente "oblati di Sant'Ambrogio" ma nel 1611 il cardinale Federigo Borromeo aggiunse al loro titolo il riferimento al fondatore. La loro sede originale era presso la chiesa di San Sepolcro di Milano; nel 1928 la casa madre venne trasferita in via Settala.
Carlo Borromeo si era ispirato agli oratoriani fondati a Roma da Filippo Neri: le costituzioni degli oblati di Sant'Ambrogio vennero elaborate da Agostino Valier e dal barnabita Carlo Bascapè, poi vescovo di Novara: dopo un'esperimentazione pratica di due anni e l'esame di una commissione di cui vennero chiamati a far parte Filippo Neri e Felice da Cantalice, la regola venne promulgata il 13 settembre 1581. Gli oblati non erano vincolati dal voto di povertà né erano tenuti alla vita comune (non possono essere, pertanto, considerati religiosi).
Vennero soppressi da Napoleone Bonaparte nel 1810: in epoca di restaurazione, il cardinale Carlo Gaetano Gaisruck ne ostacolò la rinascita. Vennero restaurati dall'arcivescovo Carlo Bartolomeo Romilli nel 1854.
Nella loro spiritualità, che pur non si riallaccia ad alcuna scuola particolare, si ravvisano forti elementi ignaziani; fa parte del loro carisma il tenere viva una spiritualità contrassegnata dall'appartenenza al clero diocesano, dall'obbedienza al vescovo e dalla salvaguardia degli elementi propriamente ambrosiani.

## Organizzazione
La congregazione è organizzata in quattro gruppi chiamati famiglie:
- gli oblati missionari di Rho, nati nel 1714 per opera di Giorgio Maria Martinelli e dediti specificamente alla predicazioni dei ritiri, degli esercizi spirituali e delle missioni popolari.[3] Tra gli esponenti più celebri, i cardinali Angelo Ramazzotti ed Eugenio Tosi e l'arcivescovo Ernesto Maria Piovella;[4]
- gli oblati vicari, fondati nel 1875 per assumere la supplenza delle parrocchie vacanti: approvati da Andrea Carlo Ferrari il 24 gennaio 1908, il cardinale aggiunse al loro scopo principale la direzione dei santuari diocesani;[4]
- gli oblati diocesani sono sacerdoti con uffici per lo più stabili nella diocesi (amministrazione di parrocchie, insegnamento). Nel 1931 il cardinale Alfredo Ildefonso Schuster affidò loro la direzione dei seminari e dei collegi diocesani; vennero riformati dall'arcivescovo Giovan Battista Montini nel 1956;[5]
- gli oblati laici (detti oblatini), fondati nel 1932 dall'arcivescovo Schuster. Sono laici che emettono voti temporanei di castità e obbedienza. In origine si dedicavano solo al servizio (amministrativo, infermieristico, tecnico) nei seminari e negli istituti diocesani ma, dopo il Concilio vaticano II, hanno iniziato a collaborare anche alle opere missionarie della Chiesa di Milano.[5] La loro casa-madre è nel seminario di San Pietro Martire a Seveso.[6]

Al 1º febbraio 2018 i missionari di Rho erano 11, i vicari 15, i diocesani 7 e gli oblatini 1.